# Kombrig

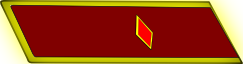
Insignia de Comandante de Brigada. El fondo depende de la especialidad de la unidad.

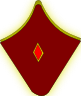
Insignia de Kombrig en la punta de la solapa del abrigo o chaqueta.

Kombrig (en ruso: комбриг), contracción de «командир бригады» (comandante de brigada) fue una graduación militar del Ejército Rojo entre los años 1935 y 1940, que en parte tiene la equivalencia de General de Brigada en los ejércitos modernos.
Jerárquicamente está por debajo del Komkor y del Komdiv.
En algunos casos se mantuvo la graduación hasta 1943, en las siguientes especialidades:
- Comisario Kombrig (бригадный комиссар)
- Kombrig de Ingenieros (бригинженер)
- Kombrig de Intendencia (бригинтендант)
- Kombrig Médico (бригврач)
- Kombrig Veterinario (бригветврач)
- Kombrig Jurídico Militar (бригвоенюрист)

## Distintivos
La insignia fue un rombo en el galón de la solapa, o un rombo en la terminación de la solapa dependiendo de la uniformidad. El color del fondo variará según la unidad. Normalmente iba acompañada con el emblema de la unidad (blindados, artillería, etc).